# Mosco de Sidón
Mosco de Sidón, también escrito Moscho o Mocho (fl. siglo XIV a. C.), fue sabio y pensador de origen fenicio, natural de Sidón. Puede considerársele semilegendario, puesto que son extremadamente escasos (casi nulos, no solo en cantidad de fuentes, sino también en cantidad de información) los datos y referencias que sobre él han llegado hasta nuestros días.

## Origen del atomismo
Su vida es situada, de acuerdo con los pocos datos de que se dispone, en tiempos anteriores a la guerra de Troya (ocurrida aproximadamente hacia 1270 o 1180 a. C.).
Tanto el filósofo, historiador y geógrafo griego Estrabón (siglos I a. C. y I d. C.) como el médico y filósofo escéptico (pirrónico) Sexto Empírico (siglos II y III d. C.), le atribuyen el haber sido el primero en concebir el pensamiento atomista (o corpuscular) y, por ende, la creación del atomismo; sentando de esta manera en  su persona, el origen de la filosofía atomista aproximadamente un milenio antes de los filósofos presocráticos denominados físicos, como los pluralistas Anaxágoras de Clazomene (siglo V a. C.) y Empédocles de Acragas (siglo V a. C.) o incluso de Leucipo (siglo V a. C.), maestro del filósofo Demócrito de Abdera (siglos V y IV a. C.), siendo estos dos últimos quienes son habitualmente considerados como los padres del atomismo griego.
En la India, por otra parte, ya había representantes del pensamiento atomista, paradigma de estos es el del sabio, filósofo y alquimista hindú que vivió hacia el año 600 a. C. llamado Kanada o Kanad, fundador, a fines del siglo VII a. C., o a comienzos del siglo VI a. C., de la escuela filosófica denominada vaiśeṣika. Si bien existen diferencias entre ambas corrientes de pensamiento, entre otras, desde el punto de vista teológico, existen además grandes similitudes, también entre otras, desde el punto de vista físico.